# Metoxietano
Metoxietano é o éter em que o oxigênio está ligado a um radical metil e a um radical etil.